# Faur Bucarest
El Faur Bucarest fue un equipo de fútbol de Rumania que alguna vez jugó en la Liga I, la primera división de fútbol en el país.

## Historia
Fue fundado en el año 1935 en la capital Bucarest con el nombre Metalul Bucarest por empleados de la fábrica Malaxa, dedicada a la explotación minera.
Antes de la Segunda Guerra Mundial el club tuvo varios cambios de nombre, pero después de que la fábrica Malaxa participara en un procedimiento de nacionalización, el club pasó a llamarse 23 de agosto antes de cambiar su nombre a Metalochimic. En la temporada de 1947/48 logr ascender por primera vez a la Liga I, pero su temporada de debut también fue de despedida luego de terminar en 13.er lugar entre 14 equipos, por lo que retornó a la Liga II.
Posteriormente el club pasó vagando entre la segunda y tercera división aunque su equipo juvenil tuvo más éxito al ganar el título nacional en 1970 y 1980.
Luego de la revolución rumana de 1989 el club pasó a llamarse Faur hasta que desapareció en 2005.

## Palmarés
- Liga II (1): 1947–48

## Nombres
| Nombre                    | Periodo   |
| ------------------------- | --------- |
| Metalul București         | 1935–1937 |
| Titanii București         | 1937–1941 |
| Rogifer București         | 1941–1945 |
| 23 August București       | 1945–1947 |
| Metalochimic București    | 1947–1949 |
| Metalul București         | 1949–1955 |
| Energía București         | 1955–1957 |
| Titanii București         | 1957–1958 |
| Metalul Titanii București | 1958–1960 |
| Metalul București         | 1960–1991 |
| Faur București            | 1991–2005 |